# Entada
Genre
Classification APG III (2009)
Synonymes
Selon GBIF (30 juin 2022) :
- Entadopsis Britton
- Gigalobium P.Browne
- Perima Raf.
- Permia Raf.
- Pusaetha L. ex Kuntze
- Strepsilobus Raf.

Entada est un genre de plantes à fleurs de la famille des Mimosaceae ou des Fabaceae (sous-famille des Mimosoideae). Il contient une trentaine d'espèces d'arbres, d'arbustes ou de lianes, dont l'espèce type est Entada rheedei Spreng..
On en connaît 21 espèces originaires d'Afrique, 6 d'Asie, 2 d'Amérique tropicale et une à la répartition cosmopolite.
Il s'agit de la seule Mimosoïde lianescente dépourvue d'épines et de glandes foliaires. Elle ressemble au genre Senna (Caesalpinioideae) à l'exception des feuilles bipennées.

## Sélection d'espèces
- Entada abyssinica Steudel ex A. Rich.
- Entada africana
- Entada camerunensis
- Entada chrysostachys (Benth.) Drake
- Entada gigas (L.) Fawcett et Rendle - cœur de la mer
- Entada phaseoloides (L.) Merr.
- Entada polystachya (L.) DC.
- Entada rheedei Spreng.

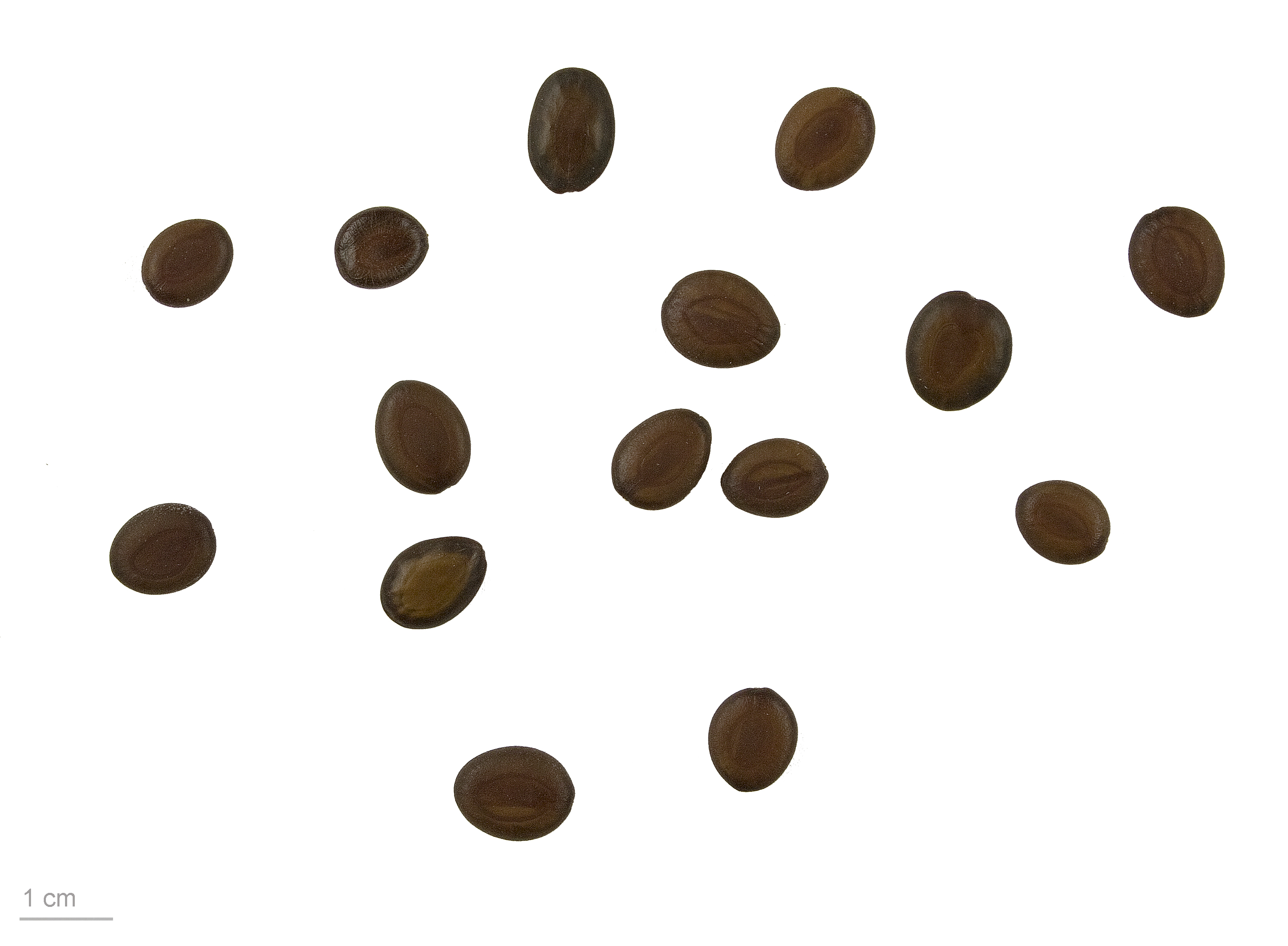
Entada africana au Muséum de Toulouse.
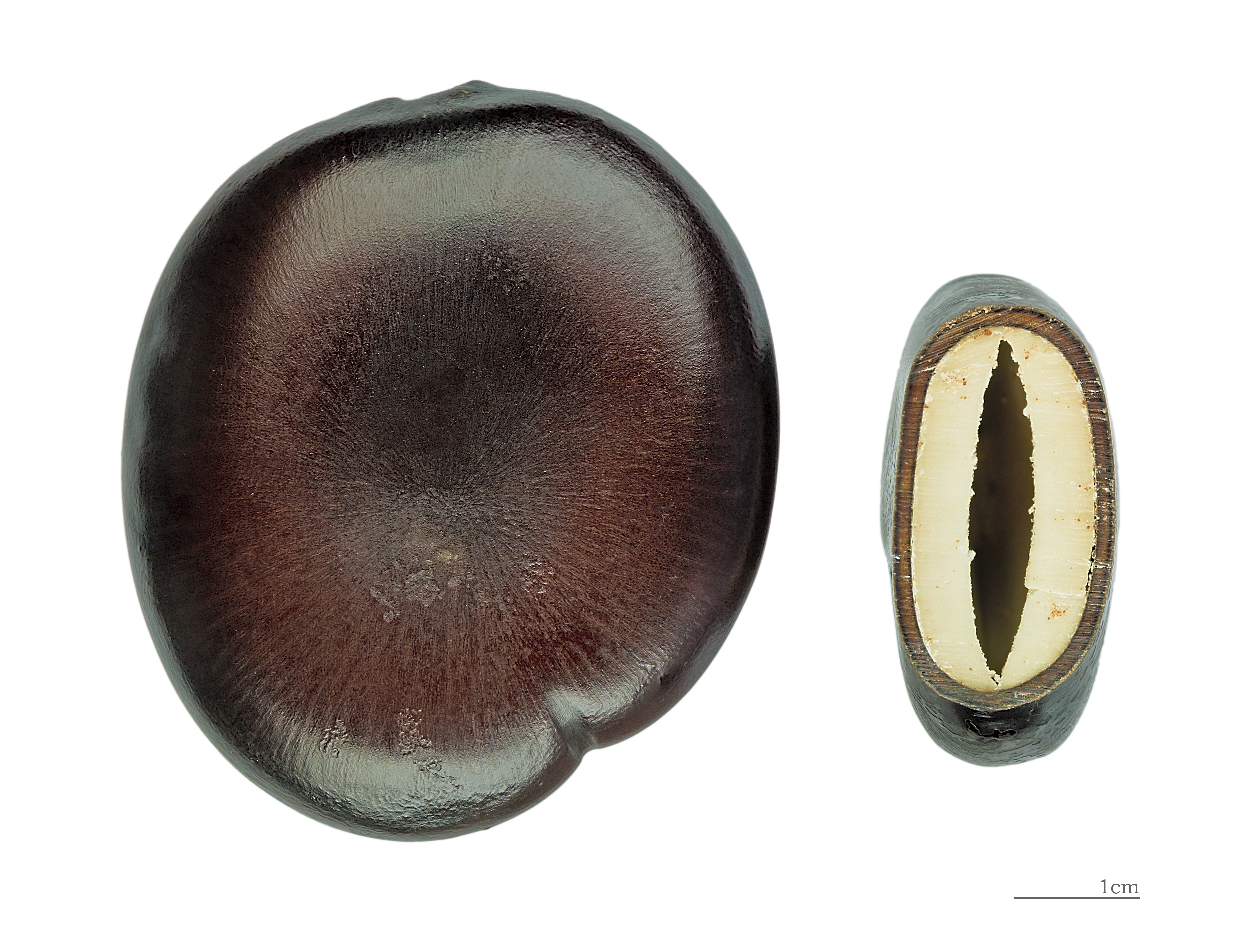
Entada phaseoloides Les graines peuvent flotter grâce à une cavité aérienne entre les deux cotylédons, c'est la nautochorie.
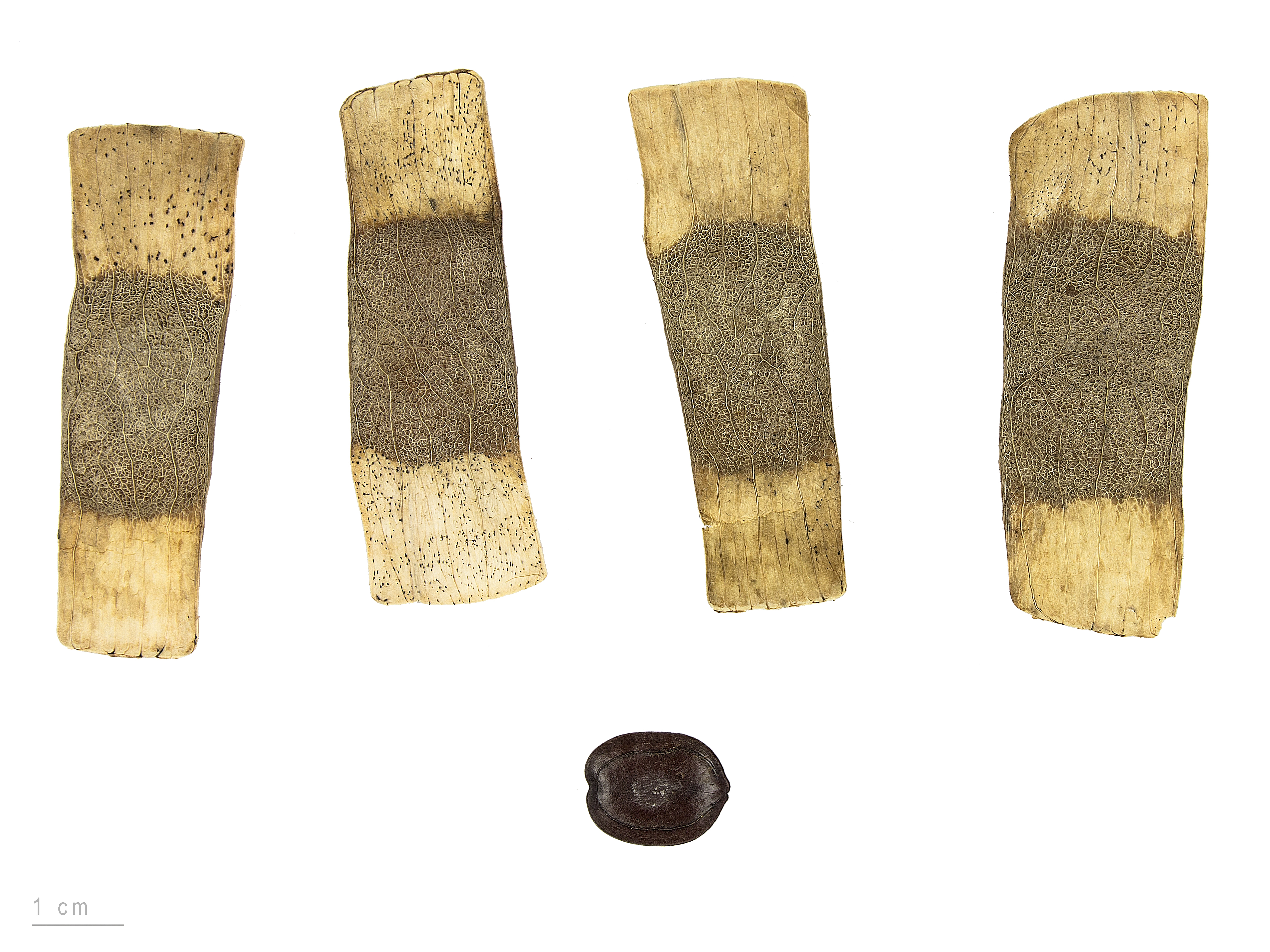
Entada polystachya var. polyphylla au Muséum de Toulouse.

## Liste d'espèces
Selon GBIF (30 juin 2022) :
- Entada abyssinica Steud.
- Entada abyssinica Steud. ex A.Rich.
- Entada africana Guill. & Perr.
- Entada arenaria Schinz
  - Entada arenaria subsp. arenaria 
  - Entada arenaria subsp. microcarpa (Brenan) J.H.Ross
- Entada bacillaris F.White
  - Entada bacillaris var. bacillaris 
  - Entada bacillaris var. plurijuga Brenan
- Entada borneensis Ridl.
- Entada camerunensis Villiers
- Entada chrysostachys (Benth.) Drake
- Entada coulteria Roberty
- Entada dolichorrhachis Brenan
- Entada flexuosa Brenan
- Entada gigas (L.) Fawc. & Rendle
- Entada glandulosa Pierre ex Gagnep.
- Entada hockii De Wild.
- Entada leptostachya Harms
- Entada lianoides Elmer
- Entada louvelii (R.Vig.) Brenan
- Entada mannii (Oliv.) Tisser.
- Entada mossambicensis Torre
- Entada nudiflora Brenan
- Entada palaeoscandens Antal & Awasthi, 1993
- Entada parvifolia Merr.
- Entada pervillei (Vatke) R.Vig.
- Entada phaneroneura Brenan
- Entada phaseoloides (L.) Merr.
  - Entada phaseoloides subsp. phaseoloides 
  - Entada phaseoloides subsp. tonkinensis (L.) Merr.
- Entada phaseoloides Linnaeus, 1763
- Entada polyphylla Benth.
- Entada polystachya (L.) DC.
- Entada polystachya Linnaeus, 1753
- Entada reticulata Gagnep.
- Entada rheedei Spreng.
  - Entada rheedei subsp. rheedei 
  - Entada rheedei subsp. sinohimalensis (Grierson & D.G.Long)
  - Entada pursaetha var. formosana F.C.Ho, 1985
  - Entada pursaetha var. pursaetha
- Entada simplicata (Barneby) Sch.Rodr. & A.S.Flores
- Entada spinescens Brenan
- Entada spiralis Ridl.
- Entada stuhlmannii (Taub.) Harms
- Entada tonkinensis Gagnep.
- Entada tuberosa R.Vig.
- Entada wahlbergia Harv., 1862
- Entada wahlbergii Harv.
- Entada zeylanica Kosterm.
- Gigalobium scandens Hiern